# Partido Peliquista
El Partido Peliquista fue una agrupación política costarricense, activa entre 1917 y 1919.

## Elecciones de 1917
El Partido Peliquista surgió para participar en las elecciones de abril de 1917, en las que se votó para elegir Presidente de la República y diputados para una Asamblea Constituyente. Su nombre deriva del apodo de Pelico con el que se conocía al Jefe Provisorio de la República don Federico Alberto Tinoco Granados, quien fue el candidato presidencial del Partido. En las elecciones presidenciales, Tinoco obtuvo una abrumadora mayoría. El Partido Peliquista logró además elegir prácticamente a todos los integrantes de la constituyente, con excepción de dos de Alajuela, Otilio Ulate Blanco y Claudio Cortés Castro, elegidos por el «Partido Tinoquista». 
El Partido Peliquista careció de organización formal y tampoco tuvo ideología definida ni programa. Era una agrupación de carácter eminentemente personalista.

## Elecciones de 1919
Para las elecciones legislativas y municipales de 1919 el Partido Peliquista fue el único que participó y sus listas se impusieron en todo el territorio nacional, por lo que el peliquismo contó con unanimidad en ambas cámaras del Congreso. Solamente para algunos aislados puestos municipales resultaron elegidos unos pocos aspirantes independientes.
De acuerdo con los resultados oficiales, se emitieron 47,584 votos para diputados y senadores y 47,531 para munícipes, intendentes y viceintendentes. El periódico gobiernista La Información anunció que los ciudadanos habían hecho uso del derecho del sufragio dentro del orden más perfecto y bajo el signo de la tranquilidad, la cordura y la buena armonía. Sin embargo, la participación ciudadana fue inferior a la de los comicios de 1917. En una entrevista concedida a La Información, el presidente Tinoco manifestó que si bien dentro y fuera había circulado propaganda abstencionista, él prefirió guardar silencio porque confiaba en el pueblo, y agregó que la superioridad del partido gobernante es cierta y efectiva. Expresó también su complacencia con los individuos escogidos para integrar las cámaras, “electos democráticamente y sin ninguna oposición” . Algunos meses más tarde dijo que los comicios se practicaron “… con el mayor orden y con la libertad más amplia, y sus resultados fueron altamente satisfactorios, pues no obstante la campaña de abstencionismo emprendida por adversarios del gobierno y las naturales dificultades de implantación de la cédula de ciudadanía indispensable ahora para el ejercicio del sufragio, se recogieron cuantiosas votaciones en todas las urnas y se comprobó una vez más, dada la filiación de las papeletas triunfantes en ellas, el poderoso apoyo con que nuestro actual régimen político tiene en la opinión libremente manifestada.” 

## Desaparición
El Partido Peliquista desapareció a raíz de la renuncia del Presidente Tinoco en agosto de 1919 y de la disolución del Congreso, efectuada de hecho el 2 de septiembre siguiente al romperse el orden constitucional. Nunca más volvió a participar en una elección.